# Dernière Volonté
A Dernière Volonté egy francia zenész, Geoffroy D. (Geoffroy Delacroix) martial industrial projektje. A legtöbb, hasonló stílusú zenekarral ellentétben a Dernière Volonté zenéje könnyebben hallgatható, letisztultabb, sokszor használ popzenéből átvett dallamokat és dalszerkezeteket, ezért gyakran nevezik military pop zenének is. A projekt neve franciául „utolsó kívánságot” jelent.

## Diszkográfia
| Év   | Cím                                     | Formátum                         |
| ---- | --------------------------------------- | -------------------------------- |
| 1998 | Obéir Et Mourir                         | Kazetta                          |
| 1999 | En Avant!                               | 7"                               |
| 2000 | Commandements                           | 7"                               |
| 2000 | Le Feu Sacré                            | CD                               |
| 2001 | Où Tu Iras                              | 7"                               |
| 2002 | El Continent! / Mon Mercenaire!         | 7", Split with Novy Svet.        |
| 2003 | Le Feu Sacré                            | LP                               |
| 2003 | Les Blessures De L'Ombre                | LP + 7"                          |
| 2003 | Les Blessures De L'Ombre                | CD                               |
| 2004 | Commémoration                           | 2xCD                             |
| 2005 | Obéir Et Mourir                         | 2xCD                             |
| 2006 | Der Blutharsch/Dernière Volonté (Split) | 7"                               |
| 2006 | Devant Le Miroir                        | CD + LP                          |
| 2007 | Le Cheval de Troie (Live in Den Haag)   | Picture disk LP, ltd. 300 copies |
| 2007 | Toujours                                | 7"                               |